# Diffractielimiet
Onder diffractielimiet wordt de afstand verstaan waarop twee naastgelegen punten nog te onderscheiden zijn met een optisch meetinstrument. De diffractielimiet is afhankelijk van de golflengte van het gebruikte licht en bedraagt een halve golflengte.